# Phyllophaga futilis
Phyllophaga futilis är en skalbaggsart som beskrevs av Leconte 1850. Phyllophaga futilis ingår i släktet Phyllophaga och familjen Melolonthidae. Inga underarter finns listade i Catalogue of Life.